# Ligue de Paris-Île-de-France de football
La Ligue de Paris Île-de-France de football est un organe fédéral dépendant de la Fédération française de football  créé en 1919 et chargé d'organiser les compétitions de football au niveau de l'Île-de-France.
La Ligue de Paris Île-de-France est fondé en 1919 sous le nom de Ligue parisienne de football association, mais il faudra attendre 1921 pour voir la totalité des clubs affiliés à l'USFSA rejoindre la nouvelle Ligue. Si la Ligue change de nom en 1961, c'est en 1981 qu'elle adopte définitivement son nom actuel afin de ne plus associer l'ensemble de la région à la seule appellation de Paris.
La LPIFF qui a son siège à Paris, compte actuellement sept districts calqués sur les départements de l'Essonne, des Hauts-de-Seine, de la Seine-Saint-Denis, du Val-de-Marne, du Val-d'Oise, des Yvelines et d'une subdivision du département de Seine-et-Marne ainsi que le nouveau district de Paris créé en 2020 et qui prend effet pour la saison 2021-2022. Le président de la Ligue est Jamel Sandjak depuis octobre 2012.
La principale compétition organisée par la Ligue est le championnat de Division d'Honneur d'Île-de-France qui donne le droit à son vainqueur de participer au championnat de France amateur. La Ligue s'occupe également d'organiser les premiers tours de la Coupe de France de football et de gérer le football féminin régional.

## Histoire
La « Ligue de Paris » est fondée le 31 mai 1919 à l'occasion d'une Assemblée générale constitutive. Elle a pour vocation à « contrôler, organiser et développer le football dans les départements de Seine et Seine-et-Oise », pour reprendre ici le premier alinéa du premier article des statuts déposés alors. Elle est en fait la branche parisienne de la FFFA fondée le 7 avril 1919. Ligue et Fédération sont en fait largement inspirées et dirigées par les anciens de la « Ligue de Football Association ». Cette dernière, basée essentiellement dans la capitale depuis sa fondation en 1910, reçoit d'ailleurs l'investiture officielle de la FFFA afin de constituer la Ligue de Paris. Son premier président est Henri Jevain. La Division d'Honneur qui est mise en place permet de créer de nombreuses rivalités entre clubs de la même région. Lors de la première édition, en 1920, c'est le Red Star qui sort champion.

Ancien logo.

Les premiers annuaires de la « Ligue Parisienne de Football Association » en font foi ; la date de fondation de 1919 est purement formelle. Ainsi, les résultats des fameux matches inter-ligues qui opposaient les meilleurs éléments de LFA face à la London League, à l'Entente Bruxelloise ou à l'Union Espagnole, figurent dans les annuaires... Élément essentiel de l'unification du football français, le ralliement à la FFF des clubs de l'USFSA n'a lieu qu'en janvier 1921, et il faudra donc attendre la saison 1921-22 pour voir les premières compétitions opposant les clubs de l'ex-CFI (qui devint FFF en 1919) et ceux de l'USFSA (fondateur de la FIFA en 1904). Ainsi, la saison 1920-21 couronna l'Olympique de Paris à la Ligue alors que le champion USFSA de Paris était l'Union Sportive de Maisons-Laffitte.

## Compétitions
Comme toutes les coupes régionales, la Coupe de Paris se tient chaque année. Jusqu'en 2011, seules les équipes évoluant au maximum au niveau CFA sont admises, les autres équipes étant contraintes d'envoyer leur équipe réserve. Cependant, dans les faits, les équipes alignées dans cette compétition étaient généralement mixtes voire composées de joueurs évoluant au niveau régional. À partir de l'édition 2011-2012, seules les équipes évoluant au niveau régional sont admises.
La LPIFF organise les compétitions entre clubs à l'échelon de l'Île-de-France, quelle que soit la catégorie d'âge.
| Compétitions masculines Séniors : - Coupe de France (tours régionaux) (Lien) - Régional 1 (R1) (Lien) - Régional 2 (R2) (Lien) - Régional 3 (R3) (Lien) - Promotion Honneur (Lien) - Coupe de la Ligue (Lien) U18 : - Coupe Gambardella (tours régionaux) (Lien) - Régional 1 des -18 ans (Lien) - Régional 2 des -18 ans (Lien) - Régional 3 des -18 ans (Lien) - Coupe de la Ligue des -18 ans (Lien) U17 : - Championnat des -15 ans (Lien) U16 : - Régional 1 des -16 ans (Lien) - Régional 2 des -16 ans (Lien) - Régional 3 des -16 ans (Lien) - Coupe de la Ligue des -16 ans (Lien) U15 : - Championnat des -15 ans (Lien) u14 : - Régional 1 des -14 ans (Lien) - Régional 2 des -14 ans (Lien) - Régional 3 des -14 ans (Lien) - Coupe de la Ligue des -14 ans (Lien) u13 : - Critérium régional des -13 ans (Lien) u12 : - Critérium régional des -12 ans (Lien) | Compétitions féminines - Coupe de France (tours régionaux) (Lien) - Division d'Honneur (Lien) - Division d'Honneur Régionale (Lien) - Promotion d'Honneur (Lien) - Coupe de la Ligue (Lien) - Championnat des -18 ans (Lien) - Coupe de la Ligue des -18 ans (Lien) - Championnat des -15 ans (Lien) - Coupe de la Ligue des -15 ans (Lien) Autres types de compétitions - Coupe nationale de football d'entreprise (tours régionaux) (Lien) - Division d'Honneur de football d'entreprise (Lien) - Division d'Honneur Régionale de football d'entreprise (Lien) - Coupe nationale de football en salle (tours régionaux) (Lien) - Division d'Honneur de football en salle (Lien) - Division d'Honneur Régionale de football en salle (Lien) - Promotion d'Honneur de football en salle (Lien) - Coupe de Paris de football en salle (Lien) |

## Palmarès

### Palmarès national des clubs de la Ligue
| Paris Saint-Germain Football Club Championnat de France (12) : 1986, 1994, 2013, 2014, 2015, 2016, 2018, 2019, 2020, 2022 2023 et 2024 Coupe de France (15) : 1982, 1983, 1993, 1995, 1998, 2004, 2006, 2010, 2015, 2016, 2017, 2018, 2020 2021 et Coupe de France 2023-2024 Coupe de la Ligue (9) : 1995, 1998, 2008, 2014, 2015, 2016, 2017, 2018 et 2020 Trophée des champions (12) : 1995, 1998, 2013, 2014, 2015, 2016, 2017, 2018, 2019, 2020 2022 et 2024 | Racing Club de France football Championnat de France (1) : 1936 Coupe de France (5) : 1936, 1939, 1940, 1945 et 1949 | Red Star Football Club Coupe de France (5) : 1921, 1922, 1923, 1928 et 1942 |
| CASG Paris Coupe de France (2) : 1919 et 1925 | Olympique Coupe de France (1) : 1918                                                                                 | CA Paris-Charenton Coupe de France (1) : 1920                               |
| Club français Coupe de France (1) : 1931 | |                                                                             |

Domination en Île de France depuis 1919
- De 1919 à 1922 et de 1923 à 1932 : Club le mieux classé en Division d'Honneur (Régional 1) de Paris.
- De 1922 à 1923 et de 1943 à 1944 : Information non connue.
- De 1932 à 1940 : Club le mieux classé en division nationale.
- De 1940 à 1943 et de 1944 à 1945 : Club le mieux classé en championnat de guerre.
- Depuis 1945 : Club le mieux classé en division nationale.

## Football masculin

### Clubs évoluant dans les trois premières divisions nationales lors de la saison 2024-2025
|           | Ligue 1 (D1)          | Ligue 2 (D2)                                   | National (D3)                          |
| 2024-2025 | - Paris Saint-Germain | - Paris Football Club - Red Star Football Club | - FC Versailles 78 - Paris 13 Atletico |

- Championnat national professionnel
- Championnat national professionnel et amateur

### Clubs évoluant dans leNational 2
Quatre clubs de la région Île-de-France évoluent en Championnat de France de football de National 2 :
| \| FCM Aubervilliers FC 93 US Créteil-Lusitanos FC Fleury 91 \| Clubs de National 2 lors de la saison 2024/2025 |
| FCM Aubervilliers FC 93 US Créteil-Lusitanos FC Fleury 91                                                       |

| FCM Aubervilliers FC 93 US Créteil-Lusitanos FC Fleury 91 |

| Légende Groupe A Groupe B Groupe C |

- Le FCM Aubervilliers, club de la proche banlieue nord de Paris,
- Le FC 93, club de la banlieue nord-est de Paris,
- L'US Créteil-Lusitanos, club de la banlieue sud-est de Paris,
- Le FC Fleury 91, club de la banlieue sud de Paris,

### Clubs évoluant en National 3
| Légende |          |
|         | Groupe A |
|         | Groupe B |
|         | Groupe C |
|         | Groupe D |
|         | Groupe E |
|         | Groupe F |
|         | Groupe G |
|         | Groupe H |
|         | Groupe I |
|         | Groupe J |

| \| AS Chatou ESA Linas-Montlhéry CS Brétigny AS Saint-Ouen-l'Aumône Entente SSG JA Drancy Sainte-Geneviève FC Modèle:Point/vert US Ivry SFC Neuilly-sur-Marne Racing CFF US Torcy PVMF \| Clubs de National 3 lors de la saison 2024/2025 |
| AS Chatou ESA Linas-Montlhéry CS Brétigny AS Saint-Ouen-l'Aumône Entente SSG JA Drancy Sainte-Geneviève FC Modèle:Point/vert US Ivry SFC Neuilly-sur-Marne Racing CFF US Torcy PVMF                                                       |

| AS Chatou ESA Linas-Montlhéry CS Brétigny AS Saint-Ouen-l'Aumône Entente SSG JA Drancy Sainte-Geneviève FC Modèle:Point/vert US Ivry SFC Neuilly-sur-Marne Racing CFF US Torcy PVMF |

Douze équipes évoluent dans le Championnat de France de football de National 3 : 
- une équipe de Seine-et-Marne : l'US Torcy
- une équipes des Yvelines : l'AS Chatou ,
- trois équipes de l'Essonne : le CS Brétigny, l'ESA Linas-Montlhéry et le Sainte-Geneviève FC,
- une équipe des Hauts-de-Seine : le Racing CF,
- deux équipes de Seine-Saint-Denis : la JA Drancy et le SFC Neuilly-sur-Marne,
- deux équipes du Val-de-Marne : l'US Ivry, l'US Lusitanos Saint-Maur,
- deux équipes du Val-d'Oise  : l'Entente Sannois Saint-Gratien et l'AS Saint-Ouen-l'Aumône.

## Football féminin
Le football féminin de haut niveau est représenté par les clubs parisiens du Paris SG et du Paris FC après absorption par ce dernier du FCF de Juvisy, alors situé en banlieue sud.
Actuellement, un autre club de la banlieue sud de Paris évolue également au plus haut niveau avec les deux clubs parisiens. Le Football Club Fleury 91 Cœur d'Essonne, tout proche de Paris.
En deuxième division nationale, aucun club d'Ile-de-France ne participe.
En troisième division, l'AAS Sarcelles et le Saint-Denis RC évolue en poule A.
Parmi les autres clubs historique importants de la région jouant dans les divisions inférieures, on peut citer le COM Bagneux, l'AS Montigny-le-Bretonneux, l'AS Poissy et le GPSO 92 Issy-les-Moulineaux.
| Paris FC Paris SG AAS Sarcelles FC Fleury 91 Saint-Denis RC |

| Légende : | Légende : |
| --------- | --- |
|           | Division 1 :Football Club Fleury 91 Cœur d'Essonne, Paris FC, Paris Saint-Germain, Division 3 : AAS Sarcelles, Saint-Denis RC |